# Фатима
Вижте пояснителната страница за други личности с името Фатима.
Фатима (на арабски: فاطمة) е дъщеря на последния пророк Мохамед от неговата първа съпруга Хадиджа.
Родена е около 605 г. (според някои изследователи около 615 г.) в Мека и умира в Медина през 632 г., няколко месеца след смъртта на баща си.
Почитана е от всички мюсюлмани, но най-вече от шиитите, тъй като тя е съпруга на първия шиитски имам Али ибн Абу Талиб и майка на неговите синове Хасан и Хусейн. От нея произлизат всички съвременни потомци на Мохамед.